# Amtsgericht Crossen
Das Amtsgericht Crossen war ein preußisches Amtsgericht mit Sitz in Crossen, Provinz Brandenburg.

## Geschichte
Ab 1849 war das königliche Kreisgericht Crossen das zuständige Gericht. Übergeordnet war das Appellationsgericht Frankfurt a. d. Oder als Appellationsgericht. Im Rahmen der Reichsjustizgesetze wurden diese Gerichte aufgehoben und reichsweit einheitlich Oberlandes-, Land- und Amtsgerichte gebildet. Das königlich preußische Amtsgericht Crossen wurde mit Wirkung zum 1. Oktober 1879 als eines von zehn Amtsgerichten im Bezirk des Landgerichtes Guben im Bezirk des Kammergerichtes gebildet. Der Sitz des Gerichtes war die Stadt Crossen. Sein Gerichtsbezirk umfasste den Landkreis Crossen (Oder) ohne die Teile, die den Amtsgerichten Schwiebus, Sommerfeld und Züllichau zugeordnet waren. Am Gericht bestanden 1880 vier Richterstellen. Das Amtsgericht war damit ein mittelgroßes Amtsgericht im Landgerichtsbezirk. Gerichtstage wurden in Bobersberg gehalten.
Nach dem Zweiten Weltkrieg wurde der Gerichtsbezirk des Amtsgerichtes Crossen unter polnische Verwaltung gestellt. Damit endete die Geschichte des Amtsgerichtes Crossen.